# Puch (Markt Indersdorf)
Puch ist ein Ortsteil des Marktes Markt Indersdorf, der circa 39 Kilometer nordwestlich von München im oberbayerischen Landkreis Dachau liegt.

## Geschichte
Der Weiler Puch wurde 1295 „Puech“ (Buchenwald) genannt, er gehörte zur Pfarrei Petershausen und ab 1873 zur Pfarrei Jetzendorf. Grundherrschaft und Gerichtsbarkeit lag 1760 bei der Hofmark Jetzendorf. Ab 1818 gehörte Puch zur Gemeinde Ainhofen. Seit dem 1. Januar 1972 gehört es zu Markt Indersdorf.

## Open-Air-Festival

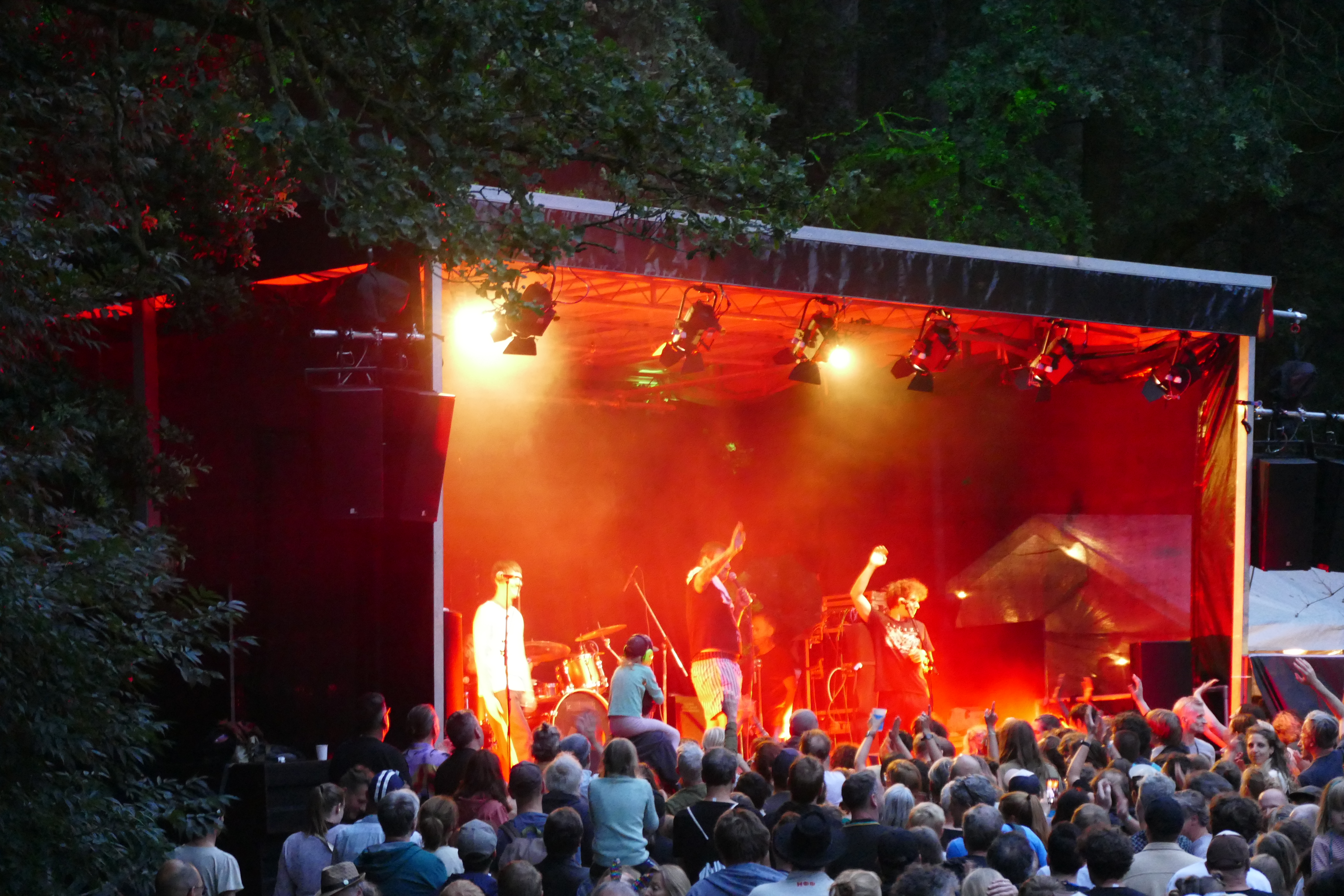
Bühne des Puch Open Air 2024

Seit 1989 fand das jährlich im Sommer gefeierte Puch Open Air, ein alternatives Independent-Festival, erstmals auf dem Gelände des "Puchbauern" statt. Seit 1991 wird „Puch“ im Obstgarten und auf der Schweineweide des Bauernhofes von Hubert Lehmair in Lueg veranstaltet, der das Festival zusammen mit seinem Bruder Lenz Lehmair organisiert. Damit liegt das Festivalgelände seitdem nicht mehr in Puch selbst, sondern im benachbarten Jetzendorf. Unterstützt wird das Open Air vom Zündfunk.

## Hofbeschreibungen und Besitzerfolgen

### Nr. 1: „Puchbauer“, „Häuserer“
um 1710 Georg Stichlmayr, 1740 Matthias Heuserer, um 1750 Michael Häuserer, 1787 Mathias Häuserer, 1818 Korbinian Häuserer, 1848 Georg Häuserer, 1883 Josef Häuserer, 1912 Georg Häuserer.

### Nr. 2: „Heiß“
Um 1655 Mathhias Gschäll, um 1713 Simon Schäll, um 1748 Matthias Schäll,  um 1803 Josef Schreglmann, um 1816 Georg Stauber von Hartwigshausen, um 1866 Kaspar Stauber, um 1895 Nikolaus Kranz aus Pellheim, um 1930 Josef Kranz.

### Nr. 3: „Loser“, „Buchhainer“, „Buch-Hias“
um 1632 Veit Keller, um 1642 Georg Faltermair, um 1683 Michael Weiß, um 1712 Peter Erhard, um 1748 Johann Erhard, um 1808 Josef Wollschlager aus Haimhausen, um 1840 Matthias Huber aus Hilgertshausen, um 1860 Josef Eggmair aus Thallern, um 1886 Jakob Seemüller aus Gumpersdorf, 1922 Jakob Seemüller. 1939 ist das Anwesen bis auf die Grundmauern niedergebrannt.